# 超人
超人 是一名出現於DC漫畫中的虛構超級英雄角色，普遍被認為是美國的文化符像（cultural icon）。由作家傑瑞·西格爾和漫畫家喬·舒斯特於1933年的高中生時期創作，當時他們生活於美國俄亥俄州克里夫蘭；後來超人於1938年被賣給偵探漫畫公司（即現在的DC漫畫）。超人首次登場於《動作漫畫》#1（1938年6月），並接著發展出各種媒體，例如廣播劇、報紙連環漫畫、電視劇、電影和電子遊戲。基於他的成功，超人成為了超級英雄的始祖和確立了美國漫畫的重要地位。超人的外觀十分獨特和標誌性，他經常穿著一件藍色的服裝和披着一件紅色的斗篷，服裝上有紅黃相間的盾牌形「S」標誌以及一條經典的紅色三角褲（於2011年的新52計劃中去除，DC Nation和《動作漫畫》#1000（2018年4月）回归）。這種外觀成為被無數媒體採用的象徵。
超人出生於氪星，他的親生父母為他命名為凱·艾爾；在氪星爆炸前，處於嬰兒時期的凱被身為科學家的父親喬·艾爾用太空船送往地球。太空船到達地球後被居於美國堪薩斯州的肯特夫妻發現並收養，並為他命名為克拉克·肯特。克拉克從小就展現了超人的力量，加上養父母的悉心教導下，日漸成熟後，他決心利用自己的能力造福人群。長大後，超人居住在美國大都會，以克拉克·肯特的身份在《星球日報》當一名記者。同事兼女友（于2016年的DC宇宙：重生中变为妻子）為露薏絲·蓮恩（新52期间为神奇女侠）。超人亦經常要面對各強大的超級反派，如達克賽德、毀滅日、魔神腦和原子骷髏等，其中最大的死敵為雷克斯·路瑟。超人的超能力包括超級力氣、超級感官、超級速度、超級耐力、超級智力、刀槍不入、熱射線、冷凍呼吸和飛行等強大的能力。
超人是一名外星人，有著外星人的血統和拯救人類的使命和力量，被認為是最典型的美國神話。著迷於超人的學者、文化研究者和評論家都曾探討過該角色的影響與作用；此外，超人的版權也引發過數次爭議，西格爾和舒斯特經過兩次起訴而得到其所有權。2011年5月，在IGN評出的100強漫畫英雄中超人名列第一，還認為他是今日所知超級英雄的藍圖。
2010年2月，在拍賣會上原版的《動作漫畫》#1以100萬美元的驚人售價賣出。

## 人物
超人出生於氪星（Krypton），原名為凱·艾爾（Kal-El）。當他還是嬰兒的時候，被他的父親喬·艾爾和母親蘿拉（Lara）單獨放進太空船中，乘坐太空船離開時，氪星發生大爆炸。到達地球後，太空船降落在美國堪薩斯州斯莫威爾（Smallville）的肯特農場，而他則被農場主人肯特夫婦乔納森（Jonathan）和瑪莎（Martha）發現並收養，改名為克拉克·肯特（Clark Kent）。長大後，他在大都會（Metropolis）的報社《星球日報》（The Daily Planet）擔任一名新聞記者。
他有著遠超於普通地球人的能力及極強的正義感與同理心，每當危機時刻便會穿上紅色斗蓬、靴子、藍色衣服（很久以前會在電話亭中變身，但近年來的版本已去除其設定）挺身而出行俠仗義，以「全能」的強大力量拯救世人。事實上他內心相當敏感纖細，極容易感到寂寞、孤單，為了隱藏身分而戴著眼鏡在《星球日報》做新聞記者，與同事露易絲·蓮恩（Lois Lane）相戀。後超人將自己的真實身分告知露易絲，並還帶她去過孤獨堡壘。以不殺人、堅信人性本善（但並非完美）為原則行事。
其「S」標誌是世界第二通用的商標。
現在為正義聯盟的核心成員之一，和同伴們的感情很好。

## 出版歷史

為超人修改前的經典造型。《超人》＃14（1942年2月）。封面由弗瑞德·雷繪製。

超人第一次出場是在1938年6月出版的《動作漫畫》＃1，在1939年，作為同名系列推出。超人在《動作漫畫》推出後銷售量極高。列為1939年紐約世界博覽會的漫畫，1942年夏天成為「世界上最美好的漫畫」使其他出版商看見。後出現在《全明星漫畫》＃7，但是作為一個不常露面的客串人物，是美國正義會的榮譽成員之一。
最初傑瑞·西格爾和喬·舒斯特提供所有故事和藝術創作，但因舒斯特的視力開始惡化，增加人物會增加他的負擔，因此舒斯特建立工作室，以協助自己繼續創作。他相當堅持在工作室繪製每一個超人作品。在外傑克·伯恩利在1940年開始提供封面和故事，在1941年藝術家弗瑞德·雷也開始貢獻出超人封面，如《超人》＃14（1942年2月）成為代表。偉恩·伯里最初在舒斯特的工作室，創作出自己的超人漫畫風格，阿爾·普拉斯提諾允許創建他自己的風格，在黃金和白銀時代的漫畫，並成為最豐富的超人藝術家之一。
超人漫畫的腳本得到共享，在1939年年底，新的編輯團隊擔任角色的冒險故事。惠特尼·艾爾斯沃思、莫特·偉辛格和傑克·希夫被帶來跟隨的密因·沙利文共同出發。愛德蒙·摩爾漢密爾頓、曼利·韋德·威爾曼和阿爾弗雷德·貝斯特帶來的這個新的編輯團隊成立了科幻小說作家。到1943年，傑瑞·西格爾徵召加入了他們的作家團隊，在一個特殊的慶祝活動，他的貢獻因此減少。唐·卡梅隆和阿爾文·施瓦茨加入寫作團隊，施瓦茨合作與偉恩·伯里超人漫畫，已被西格爾和舒斯特在1939年推出。
1945年，超人出現在《多趣漫畫》＃101。於1946年，角色移到《冒險漫畫》並在1949年推出自己的標題「超人」。20世紀50年代促使《超人的好朋友吉米·奧爾森》和《超人的女朋友露易絲·連恩》陸續推出（1958）。到1974年，這些標題被合併為《超人家族》，雖然該系列於1982年被取消。但DC漫畫禮物在1978年至1986年發表了一系列具有超人團隊和各種各樣的其他人物之間的DC宇宙。
1986年，決定重整DC宇宙上的超人角色和其他12位人物，《無限地球危機》是系列最大共同危機。使《超人：明日之人的命运（Superman: Whatever Happened to the Man of Tomorrow?）》讓艾倫·摩爾寫了一部分的故事，藝術家為Curt Swan、喬治·佩雷斯和Kurt Schaffenberger，在这个故事中，阿兰·摩尔对超人的故事进行了一个完结，超人在身份公开后，决定要彻底解决所有敌人，在孤独堡垒的最后一站中解决了所有的敌人后，因为违反了自己不得杀人的原则，超人主动通过被金色氪石照射后消失，后来被判定为死亡。在10年后露易丝接受《星球日报》记者采访后，最后暗示露易丝的丈夫乔丹·艾略特就是被金色氪石照射后成为普通人的超人，他和露易丝组建家庭，育有一子乔纳森，但是其子乔纳森依旧能够用手将炭变成钻石，金色氪石只是暂时移除氪星人的力量，最后以超人看向读者，打破第四面墙结束，表明超人一家从此过上了幸福的生活。
故事被出版於《超人》第423號和《行動漫畫》第583號，並被萊斯·丹尼爾斯指出「虧損意識」，是所有超人迷都可能經歷過的。
在2011年，DC漫畫重新啟動超人漫畫，連同新52。《超人》和《行動漫畫》也重新啟動在＃1。重新設計的超人服裝看起來像是盔甲般的緊身衣，紅色三角褲也被去除。在《正義聯盟》vol.2（2013年8月）超人和神奇女俠因為一吻而發展成戀人關係。
截至2013年，超人仍持續地發行出版物，在《行動漫畫》的正義聯盟上是個舉足輕重的人物，也常解決其他英雄們的事件。
超人的漫畫推出後有著一段版權上的爭議。2013年1月10日，美國聯邦第九巡迴上訴法院判定西格爾家族與DC漫畫已經達到2001年的協議仍具有法律約束力，因此撤銷2008年贊成Siegels的決定。這有效地保證DC漫畫的獨家超人版權。

## 能力
關於超人的能力，在不同年代和不同版本的故事中可能稍有區別。但超人绝对是一個集合了各種超能力於一身的完美形象。
- 吸收太陽能

超人的超能力主要来自於地球的黃色太陽，使他成為一個力量十分強大的太陽能電池。超人的力量需要由體內的細胞吸收和變化太陽能並將其轉換為燃料。由於氪星人的身體能夠儲存太陽光，所以即使他到了晚上或十分黑暗的地方仍能使用他的能力。
- 自癒因子

超人強大的自癒能力使他的傷口能夠以极快的速度痊癒，並讓他幾乎對一切毒素免疫（毒藤女的精神毒素、小丑的幻覺毒氣除外）。當他接近太陽時，治癒能力會變得更強大。
- 超級閃焰（Super Flare）

新52中的超人有一種叫作“超級閃焰”的全新力量，這種力量利用儲存在超人體內的細胞中的所有太陽能通過熱視線來給予他全力的攻擊。然而，超人不能經常使用，因為超級閃焰會耗盡他的所有能量，直到他的細胞再次儲存太陽能，而這需要一整天的時間，這段時間裡他會失去能力。
- 刀槍不入（Invulnerability）

超人的外號之一就是“鋼鐵之躯”（Man of Steel）。在最初，只有炸彈爆炸才能傷害他，後來的漫畫故事中則已經可以承受核爆炸，甚至能在超新星爆炸中倖存。
關於其身體強度，沒有任何已知的現實武器能對他造成傷害。他能在绝對高溫及絕對零度的環境中生存。後來的故事中說明超人会在身體的周圍形成一種力場，連他的衣服也因此不會受到攻擊而破損，就算受到傷害，傷口也能瞬間癒合，因此不會老化。一般來說，除了氪石和魔法外，在黃色太陽下的超人近乎不可能受到任何傷害。
- 眼睛的能力

超人的眼睛具有X光透視、望遠及顯微和超級動態視力等能力、電磁波譜及熱能探测的能力，卻不能透視鉛製物。其眼睛還能發射熱視線，溫度能高達太陽核心的溫度。由於超人的身體各部分幾乎是刀槍不入的，因此平時是以熱視線來修整毛髮。
- 超級聽力

超人能聽到距離很遠的微妙聲音，甚至可以調頻至全球各地的犯罪案件或災難。
- 飛行能力

超人最初是不會飛的，只是「速度比子彈快，力氣比汽車還大，一躍可以跳過一棟大廈。」他最初只能跳過一棟大廈。但後期他的能力被強化，可以在太空中自由飛行，而後來的電影常描述他于少年期間只能在麥田中跳躍，亦是向早期的漫畫故事致敬。
- 超級速度

超人具有不可思議的速度，接近于閃電俠。在漫畫中有些設定表明超人在大氣層中飛行的最快速度是10馬赫，在太空中會更快，亦有設定說超人的速度大約到達每秒2000哩，可以讓他在空中接下子彈。超人甚至曾經圍繞地球高速飛行而令時間倒流，表明他的速度已經超越光速。在《無限危機》漫畫中，超人只用了兩分鐘就從地球飛到太陽再飛回來，代表他的速度達到光速八倍。
- 超級呼吸

超人的呼吸能夠冷凍物体、噴出10級以上的颶風、形成海嘯，甚至能摧毀一個星球；一般來說超人可以不受限于真空。
- 超級力量

他的力量極其强大，他能夠舉起超過100億噸的物體。超人會自然使用一種心靈力量讓舉起的物體不受外力影響，讓他能無視物理定律。像是托住墜機中的飛機主體而不會因其力量和物理作用使其解體。若是在巔峰狀態下，甚至可以摧毀一顆星球。在巔峰下，超人的力量至少有6億兆噸。
- 高智商

超人能在極短的的時間內記下任何訊息並將其學會而善加利用。
雖說在正義聯盟中主要的科技開發都是由蝙蝠俠或鋼骨負責，不過超人實際上也有在自己的孤獨堡壘製作設備的經歷。
- 其他

另外有一些曾經出現在電影或者漫畫中的超能力，包括『超級心算』『超級接吻』『超級紡織術』『超級腹語』『超級造園術』『超級預感』『超級摩擦』等等。

### 弱點
氪星的殘骸，稱為「氪石」（英語：Kryptonite），各種顏色有不同效應。最常見的是綠色，可讓氪星人虛弱並失去能力，而且受到攻擊或長時間曝露更會致死。紅色會強化氪星人本身的某種性格，可能是變形成怪物、瘋狂、邪惡或增加能力等等，另外高壓電加上克利普頓石可以將超人的超能力轉移他人，有時只有高壓電的狀態，也會有超能力的不完全轉移。因此超人害怕氪石這點經常被宿敵雷克斯·路瑟（Lex Luthor）和亦敌亦友的蝙蝠侠拿來對付他的方針。
英國力拓礦業集團的地理學家在西伯利亞發現的礦物Jadarite的化學結構與氪石基本相同，但是它不含氟，是白色粉末。
超人的能源來自黃色太陽，虛弱時，及時接受陽光照射便可回复能量。相反，若接受紅色太陽光照射，就會失去特殊能力。
在物理性質方面，超人近乎是無敵的，但魔法可以對他造成傷害，例如火箭炮無法打傷超人，不過與火箭炮有同等威力的火球魔法則能確實的對超人造成傷害，尤其是超人對精神系魔法毫無抗性可言。
超人在心靈或精神層面的防護能力也不像他的鋼鐵之軀那樣出色，例如毒藤女就曾用她的植物合成毒素控制過超人的意志與行動，而在電子遊戲《超級英雄：武力對決》的故事劇情裡，小丑就利用自己的幻覺毒氣成功誘騙超人讓他親手害死了自己的妻子露薏絲·蓮恩與她尚未出世的孩子。
可能基於童年遭遇，超人對感情方面非常敏感，當自己的家人或朋友遇難，超人很難保持冷靜，容易失控並暴走，正義聯盟大敵達克賽德是最常利用這弱點的敵人。

## 關聯人物
超人有許多敵人，包括外星人、機械人和普通的地球人。但所有的超人電視劇和電影都會出現雷克斯·路瑟這個最大的死敵。在湯姆·威靈主演的《超人前傳》中，雷克斯最初被描繪成一個善良的富人，後來因為利慾薰心而致力研究氪石和超人的秘密，而且做事不擇手段而與超人恩斷義絕，變成敵人。雖然超人多次打敗他，但他每次都以絕頂的智謀化險為安。
至於羅曼史方面，《超人前傳》曾致力打造拉娜·藍格（Lana Lang）這個嬌俏的黑髮混血兒作為超人的女朋友（拉娜·藍格傳統為紅髮女人），但其他描述超人後期的影片或劇集一般都依傳统，以露易絲·蓮恩（Lois Lane）作為超人的女朋友，或是妻子。在《新52》中，超人的女友改为神力女超人(Wonder Woman) ，縱使引起了粉絲們的強烈反彈，最终于2016年的《DC宇宙：重生》重新将露易絲改回超人的妻子。
此外作為DC宇宙的一員，超人與其他DC漫畫的超級英雄，尤其是蝙蝠俠保持著良好的合作關係，他與蝙蝠俠也被稱作世上最佳拍檔。

### 肯特一家
真人版電影中的肯特夫婦強納森、瑪莎，超人在地球上的父母，夫妻二人與一隻狗克里普托 (英語：krypto)同住在堪薩斯州的一個小農莊，從事農業，在超人來到地球之前並無子女，但在2013年電影《超人：鋼鐵英雄》中，從天而降的他使他們得到第一個孩子，並取名為克拉克·肯特。
- 強納森 Jonathan

個性外剛內柔，對超人來說是影響深遠之角色，超人擁有強大神力，但父親希望他學習將這份強大隱藏起來，學習做成一個普通人。甚至最後在龍捲風當中，救了克里普托，阻止超人出手，喪失了自己的生命，對超人來說，他的地球上的的父親強納森，是他的榜樣，也是提醒自己重新振作的重要角色，在蝙蝠俠對超人：正義曙光中，超人與死去的父親相談可見！
- 瑪莎 Martha

個性溫和智慧，常常引導小克拉克·肯特，當小克拉克·肯特去上學時，他的能力暴走失控，同學與老師，大家都看他是怪胎，還好有媽媽瑪莎的出現，讓小克拉克·肯特可以安靜下來，從能力暴走無法控制，到後來成熟穩重且可以穩定使用能力。當全世界都不相信超人時，他的媽媽仍然相信著他，支持著他。
- 克拉克 Clark

就是我們所熟知的超人，本名是凱·艾爾，從前電影中的超人並無明顯連貫劇情，但超人：鋼鐵英雄和蝙蝠俠對超人：正義曙光有明顯相關。小時候的克拉克非常內向，不擅和人交際，在超能力失控的時候，也不知怎麼解決，經歷一連串事件集時間的洗禮後，隱藏自己的身份做了記者，報導新聞，之後跟《星球日報》記者露薏絲·蓮恩成為戀人。

## 其他媒體

### 電影
- 第一代：由寇克·艾林飾演。
  - 《Superman》（1948年）
  - 《Atom Man Vs. Superman》（1950年）
- 第二代：由喬治·李維飾演。
  - 《Superman and the Mole-Men》（1951年）
  - 《Superman Flies Again》（1954年）
  - 《Superman and the Jungle Devil》（1954年）
  - 《Superman in Exile》（1954年）
  - 《Superman in Scotland Yard》（1954年）
  - 《Superman's Peril》（1954年）
  - 《Stamp Day for Superman》（1954年）
  - 《Superman》（1973年）
- 第三代：由基斯杜化·李夫飾演。
  - 《超人》（1978年）
  - 《超人續集》（1980年）
  - 《超人III》（1983年）
  - 《超人第四集》（1987年）
- 第七代：由布兰登·劳斯飾演。
  - 《超人再起》（2006年）
- DC擴展宇宙：由第八代演员亨利·卡維爾飾演。
  - 《超人：鋼鐵英雄》（2013年）
  - 《蝙蝠俠對超人：正義曙光》（2016年）
  - 《正義聯盟》（2017年）
  - 《查克·史奈德之正義聯盟》（2021年）
  - 《黑亞當》（2022年）：片尾客串
  - 《閃電俠》（2023年）：未掛名客串
- DC宇宙：由第十代演員大衛·科倫斯韋飾演。
  - 《超人》（2025年）

### 電視劇
- 第二代：由喬治·李維回歸飾演。
  - 《Adventures of Superman》（1952年至1958年）：共104集
- 第四代：由John Newton和Gerard Christopher共同飾演。
  - 《Superboy》（1988年至1992年）：John Newton只演出第一季（1988年至1989年），第二季由Gerard Christopher（1989年至1992年）接手出演。
- 第五代：由狄恩·肯恩飾演。
  - 《新超人》（1993年至1997年）
- 第六代：由汤姆·威灵飾演。
  - 《超人前傳》（2001年至2011年）
- 綠箭宇宙系列影集：由第七代演員布兰登·劳斯及第九代演員泰勒·霍奇林共同飾演[32][33]。
  - 《綠箭俠》（2012年）
  - 《閃電俠》（2014年）
  - 《女超人》（2015年）
  - 《明日傳奇》（2019年）
  - 《超人與露易絲》（2021年）

## S標誌侵權事件

超人S標誌

台灣北基加油站的標誌因疑似抄襲超人制服上的S標誌，而被美國華納動畫提告。但後來台灣法官認為是不同的主題，一個是加油站一個是動畫電影不會有混淆的嫌疑，因此美國華納敗訴，北基加油站經過這次侵權事件後，馬上更換加油站標誌以免再侵權。

## 敵人
- 魔神腦
- 黑亞當
- 玩具人
- 惡作劇大王
- 金屬人Metallo
- 暴狼
- Z先生
- 寄生蟲
- 機械超人
- 薩德將軍
- 瘋癲博士
- 毀滅日
- 達克賽德
- 雷克斯·路瑟
- 搗蛋鬼先生

## 備註
1. ↑  最早期港譯：神行太堡及萬能俠。

## 外部連結
- Official Superman website
- Golden Age （页面存档备份，存于）, Silver Age （页面存档备份，存于） and Modern Age （页面存档备份，存于） Superman at the Comic book database
- 中的“超人”
- 互联网电影数据库上超人的资料